# Ligue 2 2019-2020
La Ligue 2 2019-2020 è stata l'81ª edizione della serie cadetta del campionato francese di calcio, iniziata il 26 luglio 2019 e conclusa anticipatamente il 30 aprile 2020, dopo 28 giornate, a causa della pandemia di COVID-19 in Francia.
La Ligue de Football Professionnel (LFP) ha deciso di omologare la classifica valida al momento dell'interruzione della stagione, procedendo con due promozioni dirette e due retrocessioni dirette. Il titolo è stato assegnato al Lorient, che ha vinto il campionato per la prima volta nella propria storia ed è stato promosso in Ligue 1 insieme alla seconda classificata, il Lens.

## Classifica
|  | Pos. | Squadra       | Pt | G  | V  | N  | P  | GF | GS | DR  |
|  | ---- | ------------- | -- | -- | -- | -- | -- | -- | -- | --- |
|  | 1.   | Lorient       | 54 | 28 | 17 | 3  | 8  | 45 | 25 | +20 |
|  | 2.   | Lens          | 53 | 28 | 15 | 8  | 5  | 39 | 24 | +15 |
|  | 3.   | Ajaccio       | 52 | 28 | 15 | 7  | 6  | 38 | 22 | +16 |
|  | 4.   | Troyes        | 51 | 28 | 16 | 3  | 9  | 34 | 25 | +9  |
|  | 5.   | Clermont Foot | 50 | 28 | 14 | 8  | 6  | 35 | 25 | +10 |
|  | 6.   | Le Havre      | 44 | 28 | 11 | 11 | 6  | 38 | 25 | +13 |
|  | 7.   | Valenciennes  | 42 | 28 | 11 | 9  | 8  | 24 | 20 | +4  |
|  | 8.   | Guingamp      | 39 | 28 | 10 | 9  | 9  | 40 | 33 | +7  |
|  | 9.   | Grenoble      | 35 | 28 | 7  | 14 | 7  | 26 | 32 | -6  |
|  | 10.  | Chambly       | 35 | 28 | 9  | 8  | 11 | 26 | 32 | -6  |
|  | 11.  | Auxerre       | 34 | 28 | 8  | 10 | 10 | 31 | 30 | +1  |
|  | 12.  | Nancy         | 34 | 28 | 6  | 16 | 6  | 27 | 26 | +1  |
|  | 13.  | Caen          | 34 | 28 | 8  | 10 | 10 | 33 | 34 | -1  |
|  | 14.  | Sochaux       | 34 | 28 | 8  | 10 | 10 | 28 | 30 | -2  |
|  | 15.  | Châteauroux   | 34 | 28 | 9  | 7  | 12 | 22 | 38 | -16 |
|  | 16.  | Rodez         | 32 | 28 | 8  | 8  | 12 | 31 | 34 | -3  |
|  | 17.  | Paris FC      | 28 | 28 | 7  | 7  | 14 | 22 | 40 | -18 |
|  | 18.  | Niort         | 26 | 28 | 6  | 8  | 14 | 30 | 41 | -11 |
|  | 19.  | Le Mans       | 26 | 28 | 7  | 5  | 16 | 30 | 45 | -15 |
|  | 20.  | Orléans       | 19 | 28 | 4  | 7  | 17 | 21 | 43 | -22 |

Legenda:

      Promosse in Ligue 1 2020-2021
  Partecipano ai play-off o ai play-out.
      Retrocesse nel Championnat National 2020-2021
Tre punti a vittoria, uno a pareggio, zero a sconfitta.
In caso di arrivo di due o più squadre a pari punti, la graduatoria verrà stilata secondo la classifica avulsa tra le squadre interessate che prevede, in ordine, i seguenti criteri:
* Migliore differenza reti generale
* Maggior numero di reti realizzate in generale
* Migliore differenza reti negli scontri diretti
* Miglior piazzamento nel Classement du fair-play (un punto per calciatore ammonito; tre punti per calciatore espulso).

## Statistiche

### Individuali

#### Classifica marcatori
| Gol | Rigori |  | Giocatore         | Squadra      |
| --- | ------ |  | ----------------- | ------------ |
| 20  | 6      |  | Tino Kadewere     | Le Havre     |
| 17  | 4      |  | Adrian Grbić      | Clermont     |
| 15  | 1      |  | Yoane Wissa       | Lorient      |
| 15  | 3      |  | Ibrahim Sissoko   | Niort        |
| 12  | 4      |  | Teddy Chevalier   | Valenciennes |
| 11  |        |  | Ugo Bonnet        | Rodez        |
| 10  | 1      |  | Abdoulaye Sané    | Troyes       |
| 10  | 1      |  | Gaëtan Courtet    | Ajaccio      |
| 9   | 2      |  | Pierre-Yves Hamel | Lorient      |
| 8   | 1      |  | Jamal Thiaré      | Le Havre     |
| 8   | 2      |  | Florian Sotoca    | Lens         |
| 8   | 3      |  | Vincent Créhin    | Le Mans      |